# Círculo de Tominian
Tominian es una subdivisión administrativa (cercle o círculo) de la región de Segú, en Malí. En abril de 2009 tenía una población censada de 221 129 habitantes y estaba formada por las siguientes comunas o municipios, que se muestran igualmente con población de abril de 2009:
- Benena 17,932
- Diora 16,005
- Fangasso 23,815
- Koula 18,089
- Lanfiala 9,441
- Mafoune 23,283
- Mandiakuy 21,087
- Ouan 9,108
- Sanekuy15,734
- Timissa 27,752
- Tominian 25,053
- Yasso 13,830[1]